# Macuelizo (Honduras)
Macuelizo is een gemeente (gemeentecode 1613) in het departement Santa Bárbara in Honduras. De gemeente grenst aan Guatemala.
De plaats is genoemd naar de boom Tabebuia rosea, die plaatselijk macuelizo genoemd wordt.
Het dorp is gesticht op 28 juli 1794. Op deze dag werd er een document ondertekend waarin een zekere Alejo Garcia S. de opdracht kreeg de straten van het dorp uit te meten. Er woonden toen 30 families.
In die tijd hoorde het dorp bij de gemeente Quimistán. Het heette toen Valle de Macuelizo. Omdat er in Quimistán weinig voorzieningen waren, moest men veel zaken in Guatemala regelen. Daarom besloot men in 1894, precies 100 jaar na de stichting, van Macuelizo een zelfstandige gemeente te maken.
Het dorp ligt in de Vallei van Quimistán, op 78 km van San Pedro Sula, en op 307 km van de hoofdstad Tegucigalpa. Dicht bij de hoofdplaats stroomt de rivier Culupa.
In bijna alle dorpen is elektriciteit en water aanwezig. In de hoofdplaats Macuelizo en de dorpen die daar dicht bij liggen is er telefoon. In de gemeente ligt de landbouwschool Pompilio Ortega. Veel jongeren trekken echter weg naar de stad.

## Bevolking
De bevolking is als volgt verdeeld:
| Vrouwen | 18.342 | 50,9% |
| Mannen  | 17.716 | 49,1% |

## Dorpen
De gemeente bestaat uit 29 dorpen (aldea), waarvan de grootste qua inwoneraantal: Macuelizo (code 161301) en El Ciruelo (161309).